# Crusaders FC
Der Crusaders FC ist ein nordirischer Fußballklub in Belfast, der in der NIFL Premiership spielt. Der 1898 gegründete Verein trägt seine Heimspiele im Stadion Seaview aus. Die Klubfarben sind Rot und Schwarz.

## Geschichte

### Gründung
Der Verein wurde im Jahre 1898 durch ein Gründungskomitee im Haus von Thomas Palmer in der North Queen Street im Norden von Belfast unweit des heutigen Seaview-Stadions gegründet, welches neben Palmer mit James McEldowney, John Hume und Thomas Wade drei weitere Gründungsmitglieder umfasste. Obwohl man sich bei der Namensgebung zunächst uneinig war, entschied man sich schließlich für den Vorschlag von Thomas Wade mit „Crusaders“ in Anlehnung an die christlichen Kreuzfahrer des Mittelalters einen international bedeutungsvolleren Vereinsnamen zu wählen.
Bis zur Aufnahme in die örtliche Amateurliga trug der Verein zunächst nur Freundschaftsspiele aus. Bereits in der ersten nachweisbaren Begegnung am 10. Dezember 1898 vermochte der Crusaders FC mit einem 5:2-Sieg über einen Gegner namens Bedford zu überzeugen. Als eine der ersten Spielstätten der Crues gilt das sogenannte „Glen“, im heutigen Alexandra Park in North Belfast. Der Crusaders FC wechselte in den folgenden Jahren mehrfach die Heimstätte und spielte bis zur Eröffnung des Seaview-Stadions im Jahre 1921 an verschiedenen Orten im Norden von Belfast.

### Frühe Jahre
Bis zur Aufnahme in die Intermediate League im Jahre 1921 spielte der Klub in mehreren unterklassigen Ligen verschiedener Belfaster Stadtbezirke. In den folgenden Jahren wurden die Crusaders zu einem der führenden Amateurvereine des Landes. Doch obwohl dem Verein in der Saison 1925/26 mit dem erstmaligen Erringen der Meisterschaft in der Intermediate League der bis dahin größten Erfolg gelang, blieb der Weg in die Irish League, der damals wie heute höchsten Fußballklasse Nordirlands, zunächst versperrt. Das Unverständnis über die Abweisung des Aufnahmeersuchens in die Irish League war innerhalb des Klubs derart groß, dass man zeitweise sogar einen Antrag auf Aufnahme in die schottische Liga nicht mehr ausschließen wollte. Bis nach dem Zweiten Weltkrieg verblieben die Crusaders somit im Amateurlager.

### Nachkriegszeit
Erst im Jahre 1949 trat der Crusaders FC schließlich der Irish League bei und ersetzte mit Beginn der Saison 1949/50 den Belfast Celtic FC infolge dessen Ausscheidens aus der Liga. Obwohl der Verein am 20. August 1949 mit einem Sieg im City Cup gegen den Portadown FC ein vielversprechendes Debüt feiern durfte, musste man nach einer durchwachsenen Premierensaison in der Irish League, die man schließlich auf dem vorletzten Tabellenplatz beendete, bereits wieder um den Klassenerhalt bangen. Der Kampfgeist der Crues verhinderte jedoch schlimmeres und die Mannschaft bewies in den Folgejahren, dass sie über die notwendige Ausdauer verfügte, um im Oberhaus des nordirischen Fußballs bestehen zu können. Dies alles gipfelte in der Saison 1953/54 mit dem ersten Titelgewinn, als die Crusaders unter Führung des Spielertrainers Jackie Vernon im Finale des Ulster Cup überraschend den Favoriten Linfield FC mit 2:1 besiegten. Dieser Erfolg konnte dennoch nicht darüber hinwegtäuschen, dass der Crusaders FC in der Irish League während der 1950er-Jahre nicht über das Mittelmaß hinauskam und in der Saison 1957/58 sogar noch einmal um den Verbleib in der Liga zittern musste.

### 1960er und 1970er Jahre
Erst in den 1960er-Jahren warteten erfolgreichere Zeiten auf den Nord-Belfaster Verein, die zunächst einen weiteren Gewinn des Ulster Cups sowie zwei Titel im County Antrim Shield brachten. Doch diese Erfolge wurden gegen Ende der Dekade durch zwei aufeinanderfolgende Triumphe im Irish Cup noch weit in den Schatten gestellt. Hatte man im Pokalfinale 1967 noch die fast übermächtige Mannschaft des Glentoran FC völlig unerwartet besiegt, sorgte schließlich die Titelverteidigung gegen Linfield im Folgejahr für nahezu grenzenlose Euphorie in North Belfast. Die ersten Auftritte der Crusaders auf europäischer Ebene taten ihr Übriges dazu. Überschattet wurden diese schon fast legendären Jahre lediglich durch einen Großbrand im Juli 1966, welcher Teile des heimischen Seaview-Stadions verwüstet und erheblichen Schaden angerichtet hatte.
Der Wiederaufbau des Stadions, der sich bis Anfang der 1970er-Jahre hinzog, wurde jedoch noch rechtzeitig genug vollendet, um den Crues einen würdigen Rahmen für zwei weitere Meilensteine der Vereinsgeschichte zu bieten. Denn mit dem Erringen des Meistertitels in der Irish League in den Spielzeiten 1972/73 und 1975/76 gelang den „Hatchetmen“ etwas, was zuvor kaum einer für möglich gehalten hatte. Der Titelgewinn im Jahre 1976 brachte dem Crusaders FC zudem eine bis heute unvergessene Begegnung im Europapokal der Landesmeister gegen den Liverpool FC ein. Dem mit Stars wie Kevin Keegan und John Toshack besetzten englischen Meister und späteren Europokalsieger musste man sich an der Anfield Road schließlich auch nur relativ knapp mit 0:2 geschlagen geben.

### 1980er und 1990er Jahre
Dem Verein gelang es in den folgenden Jahren allerdings nicht mehr, auf den genannten Erfolgen aufzubauen, zumal auch die Mittel für den Ausbau der Mannschaft schlicht nicht vorhanden waren. Zwar zeigten die Crues während der 1980er Jahre durchaus konstante Leistungen, es fehlte ihnen jedoch das Potential, die Triumphe des vorangegangenen Jahrzehnts zu wiederholen. Erst unter ihrem Trainer Jackie Hutton, der mit Roy Walker nicht nur einen passenden Anführer der Nord-Belfaster Elf, sondern auch einen möglichen Nachfolger im Traineramt verpflichtet hatte, nicht zuletzt aber mit Hilfe von Zusagen potentieller Geldgeber wurden schließlich die Weichen für den Weg zurück an die Spitze gestellt.
Knapp zwei Jahre nach seiner Verpflichtung als Spieler, übernahm Walker im Jahre 1989 als Spielertrainer schließlich selbst die Geschicke des Vereins, just zu einem Zeitpunkt als der Verein als Tabellenvorletzter um den Klassenerhalt bangen musste. Walker konnte diese Klippe jedoch umschiffen und legte in den folgenden Monaten und Jahren mit seiner Arbeit das Fundament der sportlich erfolgreichsten Periode des Crusaders FC. Der Gewinn des County Antrim Shields 1992 markierte den Auftakt für eine wahre Flut an Titeln und Pokalen, die bis zum Jahre 1997 anhalten sollte. Der Vizemeisterschaft und dem Sieg im Ulster Cup in der Saison 1992/93 folgte zwei Jahre später die ersehnte dritte Meisterschaft der Klubgeschichte, ein Triumph, der den Hatchetmen in der Saison 1996/97 sogar noch ein weiteres Mal gelang.
Im Anschluss an diese Erfolge zeigte der Crusaders FC nun auch international Präsenz. So konnten sich die Crues in den europäischen Bewerben mit Mannschaften aus der Schweiz, Dänemark, Litauen und Georgien messen, auch wenn hier der ganz große Wurf naturgemäß ausbleiben sollte. Mit dem Rücktritt Roy Walkers im Juli 1998, nur Tage vor Begehen des einhundertsten Jahrestags der Vereinsgründung, ging den Crusaders langsam auch wieder jener Glanz verloren, der sie in den vorangegangenen Jahren umgeben hatte.

### 2000 bis heute
Dass die fetten Jahren für die Crues vorläufig vorbei waren, mussten auch Walkers Nachfolger im Traineramt erfahren. Der im Juli 2000 verpflichtete Trainer Gary McCartney konnte während seiner Amtszeit zwar den Abstieg in den Play-off-Begegnungen gegen Lisburn Distillery gerade noch abwenden. Das magere Budget und die wachsende Resignation im Umfeld des Vereins bewogen ihn jedoch nach nur einem Jahr dazu, das Handtuch zu werfen.
Auch seinem Nachfolger Alan Dornan, einem altgedienten Verteidiger der Crusaders, sollte es nicht besser ergehen. Obwohl er mit dem Klassenerhalt im Folgejahr das wesentlichste Ziel zunächst erreichen konnte, blieben die Crusaders bestenfalls im Mittelmaß der Liga stecken. Unter Dornans Führung fand allerdings der notwendig gewordene Umbruch in der Mannschaft statt. Doch mit der drastischen Verjüngung des Spielpersonals ging auch ein sichtbarer Mangel an Erfahrung einher. Der insgesamt glücklos agierende Dornan wurde trotz Erreichens des Finales im County Antrim-Shield-Bewerb noch während der Saison im Februar 2005 von Stephen Baxter abgelöst. Doch auch Baxter, der als langgedienter Stürmer der Crusaders auf die Unterstützung der Fans zählen konnte, konnte den sich abzeichnenden Abstieg in die Intermediate League nicht mehr verhindern. Als Ergebnis der Play-off-Spiele gegen den Glenavon FC musste der Crusaders FC nach der Saison 2004/2005 zum ersten Mal seit dem Beitritt zur Irish League 56 Jahre zuvor die oberste Spielklasse verlassen.
Trotz dieses sportlichen Rückschlags schafften die Crues als Meister der Intermediate League in der darauffolgenden Spielzeit gleich den direkten Wiederaufstieg. Die Anstrengungen von Stephen Baxter und seiner Mannschaft wurden zudem mit zwei weiteren Titeln belohnt, die sich das Team jeweils im Intermediate-League-Cup und im Steel & Sons Cup sichern konnte. Nach dem Wiederaufstieg in die Premier League im Jahre 2006 konnte sich der vierfache Meister seither wieder im oberen Mittelfeld etablieren. Dass die Crusaders aber immer für die ein oder andere Überraschung gut sein können, stellten sie in der Saison 2007/08 erneut unter Beweis, als man unerwartet das Endspiel sowohl im County Antrim-Shield (1:2 gegen Glentoran FC) als auch im Ligapokal (2:3 gegen Linfield FC) erreichte.
Als Fixstarter der neu gegründeten und auf 12 Mannschaften reduzierten IFA Premiership verloren die Crues im Endspurt der Saison 2008/09 zwar nicht unerwartet den Anschluss auf die „Big Two“, den beiden favorisierten Belfaster Klubs Glentoran und Linfield. Mit einem abschließenden dritten Platz meldete sich der Verein nach lang andauernder Durststrecke eindrucksvoll wieder im oberen Viertel des nordirischen Fußballoberhauses zurück und hatte sich zudem nach einem Jahrzehnt Abstinenz wieder für einen europäischen Wettbewerb qualifiziert.
Den absoluten Glanzpunkt der Saison 2008/09 setzten die Crues jedoch im Irish Cup, in welchem dem Verein nach deutlichen Siegen über Portadown (5:2 im Viertelfinale) und Lisburn Distillery (4:1 im Halbfinale) erstmals seit 1980 wieder der Finaleinzug gelang. Hier traf man am 9. Mai 2009 in einer Neuauflage des Nord-Belfaster Derbys auf den Lokalrivalen Cliftonville, der seinerseits auf dem Weg ins Finale sowohl den späteren Meister Glentoran als auch Titelverteidiger Linfield ausgeschaltet hatte. Letztlich reichte den Hatchetmen ein Tor von Mark Dickson in der zweiten Hälfte, um sich mit einem knappen und letztlich auch glücklichen 1:0-Sieg nach 41 langen Jahren wieder den Pokal zu sichern.

## Statistik

### Erfolge
- Nordirische Fußballmeisterschaft
  - Meister: 1973, 1976, 1995, 1997, 2015, 2016, 2018
  - Vizemeister: 1993, 1996, 2011, 2013, 2017
  - Dritter: 1965, 1974, 1999, 2009, 2014, 2020
- Nordirischer Fußballpokal
  - Sieger: 1967, 1968, 2009, 2019, 2022, 2023
  - Finalist: 1980, 2011, 2012
- Nordirischer Fußball-Ligapokal
  - Sieger: 1997, 2012
  - Finalist: 1987, 1996, 2008, 2013, 2014, 2020
- Setanta Sports Cup
  - Sieger: 2012

### Europapokalbilanz
| Saison  | Wettbewerb                    | Runde                  | Gegner                  | Gesamt          | Hin     | Rück          |
| ------- | ----------------------------- | ---------------------- | ----------------------- | --------------- | ------- | ------------- |
| 1967/68 | Europapokal der Pokalsieger   | 1. Runde               | FC Valencia             | 2:8             | 0:4 (A) | 2:4 (H)       |
| 1968/69 | Europapokal der Pokalsieger   | 1. Runde               | IFK Norrköping          | 3:6             | 2:2 (H) | 1:4 (A)       |
| 1973/74 | Europapokal der Landesmeister | 1. Runde               | Dinamo Bukarest         | 00:12           | 0:1 (H) | 00:11 (A)     |
| 1976/77 | Europapokal der Landesmeister | 1. Runde               | FC Liverpool            | 0:7             | 0:2 (A) | 0:5 (H)       |
| 1980/81 | Europapokal der Pokalsieger   | 1. Runde               | AFC Newport County      | 0:4             | 0:4 (A) | 0:0 (H)       |
| 1993/94 | UEFA-Pokal                    | 1. Runde               | Servette Genf           | 0:4             | 0:0 (H) | 0:4 (A)       |
| 1995/96 | UEFA-Pokal                    | Vorrunde               | Silkeborg IF            | 1:6             | 1:2 (H) | 0:4 (A)       |
| 1996/97 | UEFA-Pokal                    | Vorrunde               | Vilnius FK Žalgiris     | 2:3             | 0:2 (A) | 2:1 (H)       |
| 1997/98 | UEFA Champions League         | 1. Qualifikationsrunde | Dynamo Tiflis           | 2:8             | 1:3 (H) | 1:5 (A)       |
| 2009/10 | UEFA Europa League            | 1. Qualifikationsrunde | Rabotnički Skopje       | 3:5             | 1:1 (H) | 2:4 (A)       |
| 2011/12 | UEFA Europa League            | 2. Qualifikationsrunde | Fulham FC               | 1:7             | 1:3 (H) | 0:4 (A)       |
| 2012/13 | UEFA Europa League            | 1. Qualifikationsrunde | Rosenborg Trondheim     | 0:4             | 0:3 (H) | 0:1 (A)       |
| 2013/14 | UEFA Europa League            | 1. Qualifikationsrunde | Rosenborg Trondheim     | 3:9             | 1:2 (H) | 2:7 (A)       |
| 2014/15 | UEFA Europa League            | 1. Qualifikationsrunde | Ekranas Panevėžys       | 5:2             | 3:1 (H) | 2:1 (A)       |
| 2014/15 | UEFA Europa League            | 2. Qualifikationsrunde | IF Brommapojkarna       | 1:5             | 0:4 (A) | 1:1 (H)       |
| 2015/16 | UEFA Champions League         | 1. Qualifikationsrunde | FC Levadia Tallinn      | (a)1:1(a)       | 0:0 (H) | 1:1 (A)       |
| 2015/16 | UEFA Champions League         | 2. Qualifikationsrunde | KF Skënderbeu Korça     | 4:6             | 1:4 (A) | 3:2 (H)       |
| 2016/17 | UEFA Champions League         | 2. Qualifikationsrunde | FC Kopenhagen           | 0:9             | 0:3 (H) | 0:6 (A)       |
| 2017/18 | UEFA Europa League            | 1. Qualifikationsrunde | FK Liepāja              | (a)3:3(a)       | 3:1 (H) | 0:2 (A)       |
| 2018/19 | UEFA Champions League         | 1. Qualifikationsrunde | Ludogorez Rasgrad       | 0:9             | 0:7 (A) | 0:2 (H)       |
| 2018/19 | UEFA Europa League            | 2. Qualifikationsrunde | NK Olimpija Ljubljana   | 2:6             | 1:5 (A) | 1:1 (H)       |
| 2019/20 | UEFA Europa League            | 1. Qualifikationsrunde | B36 Tórshavn            | 5:2             | 2:0 (H) | 3:2 (A)       |
| 2019/20 | UEFA Europa League            | 2. Qualifikationsrunde | Wolverhampton Wanderers | 1:6             | 0:2 (A) | 1:4 (H)       |
| 2022/23 | UEFA Europa Conference League | 1. Qualifikationsrunde | FC Bruno’s Magpies      | 4:3             | 1:2 (A) | 3:1 (H)       |
| 2022/23 | UEFA Europa Conference League | 2. Qualifikationsrunde | FC Basel                | 1:3             | 0:2 (A) | 1:1 (H)       |
| 2023/24 | UEFA Europa Conference League | 1. Qualifikationsrunde | Haka Valkeakoski        | 3:2             | 2:2 (A) | 1:0 (H)       |
| 2023/24 | UEFA Europa Conference League | 2. Qualifikationsrunde | Rosenborg Trondheim     | 4:5             | 2:2 (H) | 2:3 n. V. (A) |
| 2024/25 | UEFA Conference League        | 1. Qualifikationsrunde | Caernarfon Town         | 3:3 (7:8 i. E.) | 0:2 (A) | 3:1 n. V. (H) |

Gesamtbilanz: 56 Spiele, 10 Siege, 11 Unentschieden, 35 Niederlagen, 54:148 Tore (Tordifferenz −94)
Stand: 17. Juli 2024